# Большая чёрная акула
Большая чёрная акула, или атлантический этмоптерус (лат. Etmopterus princeps) — вид рода чёрных колючих акул семейства лат. Etmopteridae отряда катранообразных. Обитает в Атлантическом океане на глубине до 2213 м. Максимальный зарегистрированный размер 80 см. Тело коренастое, чёрного цвета. У основания обоих спинных плавников имеются шипы. Анальный плавник отсутствует. На брюхе имеются светящиеся фотофоры.

## Таксономия
Впервые вид был описан в 1904 году норвежским зоологом Робертом Коллеттом. Синтипы — 4 экземпляра, пойманные в области Фаррерской отмели на глубине от 750 до 1200 м. Видовое название происходит от слова лат. princeps — «первый», «главный» и связано с значительным для представителя рода чёрных колючих акул размером.

## Ареал
Большие чёрные акулы обитают в центрально-восточной, северо-восточной и северо-западной части Атлантического океана у берегов Канады (Новая Шотландия), Фарерских островов, Франции, Гибралтара, Гренландии, Исландии, Мавритании, Марокко, Португалии (Азорские острова), Испании (Канарские острова), Великобритании и США (Массачусетс, Коннектикут, Нью-Джерси, Нью-Йорк). Эти акулы встречаются на материковом склоне у дна на глубине от 350 до 2213 м.

## Описание
Максимальная зарегистрированная длина составляет 80 см, а вес 3,2 кг. Тело коренастое, с коротким хвостом. Крупные овальные глаза вытянуты по горизонтали. Позади глаз имеются крошечные брызгальца. Расстояние от начала основания брюшных плавников до воображаемой вертикали, проведённой через основание нижней лопасти хвостового плавника, чуть больше или чуть меньше расстояния от кончика рыла до брызгалец, почти в 2 раза превышает дистанцию между основаниями грудных и брюшных плавников и в 1,5 раза больше расстояния между спинными плавниками. У взрослых акул расстояние между основаниями грудного и брюшного плавников довольно существенное и в 1,4 раза превышает длину головы. Расстояние от кончика рыла до первого спинного шипа равно или чуть больше дистанции между первым спинным шипом и началом основания второго спинного плавника. Ширина головы в 2 раза больше расстояния от кончика рыла до рта. Расстояние от кончика морды до брызгалец в 1,6 раз больше дистанции между брызгальцами и основаниями грудных плавников. Основание первого спинного плавника расположено ближе к грудным плавниками. Жаберные щели длинные, по ширине равны брызгальцам и составляют 1/2 длины глаза. Верхние зубы оснащены тремя или менее парами зубцов. Тело неплотно покрыто хаотично расположенными плакоидными чешуйками конической формы с зубцами. По бокам над грудными плавниками чешуя отсутствует.
Ноздри размещены на кончике рыла. У основания обоих спинных плавников расположены рифлёные шипы. Второй спинной плавник и шип крупнее первых. Грудные плавники маленькие и закруглённые. Окрас чёрный, отметины отсутствуют.

## Биология
Большие чёрные акулы размножаются яйцеживорождением. Рацион состоит из головоногих, ракообразных, например, десятиногих рачков и костистых рыб, таких как миктофы. Самцы и самки достигают половой зрелости при длине 55 см и 62 см соответственно.

## Взаимодействие с человеком
Вид не является объектом коммерческого промысла. Иногда в качестве прилова попадает в глубоководные сети. Пойманных акул, вероятно, выбрасывают за борт. Данных для оценки Международным союзом охраны природы статуса сохранности вида недостаточно.